# August Nybergh
August Nybergh, född 20 augusti 1851 i Heinola, död 5 december 1920 i Helsingfors, var en finsk jurist, senator och Högsta domstolens första president.
Nyberghs föräldrar var snickaren Gustaf Nybergh och Maria Sofia Eriksdotter. Han blev student 1868 och slutförde en examen i juridik 1876 och blev utnämnd till vice häradshövding 1879. Nybergh var tjänsteman vid Viborgs hovrätt 1879–1881, kanslist 1881–1885, ställföreträdande fiskal 1885, finsk översättare och notarie 1885–1888, fiskal 1888–1890 och assessor 1890–1896. Han var senatens lagberednings medlem under åren 1892–1898, 1900 och 1909–1914, senatens rättsutskotts medlem 1898–1900 och ekonomiutskottet 1899.
Nybergh tjänstgjorde vid Privatbanken 1901–1903, även som landsfördriven 1903–1904. Efter sin återkomst till Finland var Nybergh senatens ekonomiutskotts medlem 1905–1909. Efter Finlands självständighet var han viceordförande för senatens rättsutskott under 1917-1918 och högsta domstolens president 1918–1920. Nybergh medverkade i ståndsriksdagens borgarstånd 1894, 1897 och 1904–1905. Han var borgarståndets viceordförande 1894–1897. Han var också lantdagsledamot för Svenska folkpartiet i Nylands valkrets under valperioden 1910–1914.
August Nybergh var sedan 1882 gift med Aina Sofia Augusta Schybergsson. Deras son Bertil Ragnar Nybergh (1896–1954) var verkställande direktör för Centrallaboratorium Ab.

## Utmärkelser
- Storkorset av Finlands Vita Ros’ orden,  16 maj 1919[3]

[Redigera Wikidata]